# اتحاد بار
اتحاد بار (1768 – 1772) كان اتحادًا بين نبلاء بولندا (الشلاختا) تشكل في قلعة بار في منطقة بودوليا عام 1768 بهدف حماية الاستقلال الداخلي والخارجي للدولة البولندية الليتوانية في وجه التأثير الروسي وضد الملك ستانيسلاف الثاني أغسطس مع المصلحين البولنديين، الذين كانوا يحاولون الحد من سلطة نبلاء الدولة الأثرياء. ضم مؤسسو اتحاد بار كلًا من النبلاء آدم ستانيسلاف كرانزينسكي وأسقف كامينيتس وكارول ستانيسلاف رادزفيل وكازيمير بولاسكي وموريس بينوفسكي وميخائيل كرازينسكي. أدى إنشاء الاتحاد إلى حدوث حرب أهلية وساهم في التقسيم الأول للدولية البولندية الليتوانية. يعتبر بعض المؤرخين اتحاد بار أولى الثورات البولندية.

## خلفية تاريخية

### الوضع الدولي
نحو أواسط القرن الثامن عشر، تحول توازن القوى في أوروبا، مع انتصارات الروس ضد العثمانيين في الحرب الروسية التركية (1768 – 1774) ما أدى إلى تقوية روسيا وتهديد مصالح أسرة هابسبورغ في تلك المنطقة (بالتحديد في مولدافيا وفالاتشيا). في هذه المرحلة بدأت النمسا تحت قيادة هابسبورغ بالتفكير بشن حرب على روسيا.
اقترحت فرنسا -التي كانت تملك علاقات ودية مع كل من روسيا والنمسا- سلسلة من التعديلات الجغرافية، وفيها تحصل النمسا على أجزاء من سيليزيا البروسية، وبالمقابل تحصل بروسيا على إرملاند وأجزاء من الإقطاعة البولندية دوقية كورلاند وسيميغاليا الموجودة أصلًا تحت سيطرة الشعب الألماني البلطيقي. لم يكن لدى الملك البروسي فردريك الثاني أي نية بالتخلي عن سيليزيا التي حصل عليها منذ فترة قريبة إثر الحروب السيليزية، لكنه كان مهتمًا أيضًا بالوصول إلى حل سلمي. فقد هدد تحالفه مع روسيا بجره إلى حرب محتملة ضد النمسا، ونتيجة حرب السنوات السبع كانت كل من خزينة بروسيا وجيشها مضعفين غير قادرين على خوض حرب أخرى. كان فردريك مهتمًا أيضًا بحماية الإمبراطورية العثمانية الضعيفة، والتي يمكن استخدامها لمصلحته في حال حدوث حرب إما مع روسيا أو النمسا.
أمضى الأمير هنري شقيق فردريك شتاء 1770 – 1771 كممثل للبلاط البروسي في سان بطرسبرغ. بعد أن احتلت النمسا ثلاث عشرة بلدة في منطقة الشيبز المجرية عام 1769 منتهكة اتفاقية لوبوفلا، اقترحت كاترين الثانية إمبراطورة روسيا ومستشارها الجنرال إيفان تشيرنيشوف لهنري أن تتملك بروسيا بعض الأراضي البروسية مثل إرملاند. بعد أن أخبره هنري بهذا المقترح، اقترح فردريك تقسيم الأراضي الحدودية البولندية لكل من النمسا وبروسيا وروسيا بشكل يعطي النمسا الحصة الكبرى. وبالتالي حاول فردريك تشجيع روسيا على التوسع المباشر في وجه بولندا الضعيفة المفككة بدلًا من العثمانيين.
على الرغم من أن روسيا وجدت في بولندا الضعيفة محميتها الخاصة طوال عقود منذ أيام مجلس السيم الصامت، كانت بولندا مدمرة أيضًا بسبب حرب أهلية حاولت فيها قوات تابعة لاتحاد بار الإخلال بالسيطرة الروسية على بولندا. أدت ثورة فلاحي كولييفشينا وثورة القوزاق في أوكرانيا أيضًا إلى إضعاف الموقف البولندي. إضافة إلى ذلك، نُظر إلى الملك البولندي المدعوم من روسيا ستانيسلاف الثاني أغسطس على أنه ضعيف ومستقل التفكير بشكل مفرط. في النهاية قرر البلاط الملكي الروسي أن أهمية بولندا كمحمية روسية قد تراجعت. بررت القوى الثلاث موقفها كتعويض عن التعامل مع الجار المزعج وإعادة للأمن في بولندا الخارجة عن السيطرة (قدم اتحاد بار مبررًا كافيًا)، لكن هذه الدول جميعًا كانت مهتمة بالحصول على مكاسب جغرافية.
بعد أن احتلت روسيا إمارات الدانوب، أقنع هنري الملك فردريك والأرشيدوقة النمساوية ماريا تيريزا بأن توازن القوى يمكن أن يصان من خلال تقسيم ثلاثي للدولة البولندية الليتوانية بدلًا من حصول روسيا على أراضٍ من العثمانيين. تحت ضغط بروسيا التي كانت تسعى مطولًا لضم أراضٍ من مقاطعة بروسيا الملكية شمال بولندا، وافقت القوى الثلاث على التقسيم الأول لبولندا. أتى هذا في ضوء التحالف النمساوي العثماني المتوقع باعتراضات بسيطة فقط من النمسا، والتي كانت لتفضل الحصول على أراض عثمانية أكثر في منطقة البلقان التي كانت خاضعة لسيطرة عائلة هابسبورغ لمدة طويلة. انسحب الروس أيضًا من مولدافيا بعيدًا عن الحدود النمساوية.